# Онано
Онано (итал. Onano) је насеље у Италији у округу Витербо, региону Лацио.
Према процени из 2011. у насељу је живело 864 становника. Насеље се налази на надморској висини од 480 м.

## Становништво
Према резултатима пописа становништва 2011. у општини је живело 1.017 становника.
| 1931. | 1936. | 1951. | 1961. | 1971. | 1981. | 1991. | 2001. | 2011. |
| ----- | ----- | ----- | ----- | ----- | ----- | ----- | ----- | ----- |
| 2.848 | 2.805 | 2.661 | 2.283 | 1.783 | 1.505 | 1.278 | 1.169 | 1.017 |